# Frederic Berthold
Frederic Berthold (3 juni 1991) is een Oostenrijks alpineskiër. 

## Carrière
Bij zijn wereldbekerdebuut, tijdens de combinatie in februari 2011 in Bansko, eindigde Berthold op de 30e plaats. In januari 2017 stond hij in Wengen voor de eerste maal in zijn carrière op het podium van een wereldbekerwedstrijd na een derde plaatse op de supercombinatie.

## Resultaten

### Wereldbeker
Eindklasseringen
| Seizoen   | Algm | AD  | SG  | SC  |
| --------- | ---- | --- | --- | --- |
| 2010/2011 | 167e | -   | -   | 56e |
| 2011/2012 | 143e | -   | 58e | -   |
| 2012/2013 | 107e | 41e | -   | -   |
| 2013/2014 | 129e | 51e | -   | 35e |
| 2016/2017 | 84e  | 43e | -   | 8e  |
| 2017/2018 | 129e | -   | -   | 25e |